# Ptenothricinae
Sous-famille
Les Ptenothricinae sont une sous-famille de collemboles de la famille des Dicyrtomidae.

## Liste des genres
Selon Checklist of the Collembola of the World (version du 15 août 2019) :
- Bothriovulsus Richards, 1968
- Papirioides Folsom, 1924
- Ptenothrix Börner, 1906

## Publication originale
- Richards, 1968 : Generic Classification, Evolution, and Biogeography of the Sminthuridae of the World (Collembola). Memoirs of the entomological Society of Canada, no 53, p. 1-54.